# Aaptamina
La aaptamina es un alcaloide naftiridínico aislado de varias esponjas marinas del género Aaptos: A. aaptos, A. suberitoides, así como esponjas pertenecientes a otros géneros: Suberites sp., Luffariella, Hymenacidon
y Xestospongia.

## Historia
Las naftiridinas ya habían sido estudiadas por el grupo de Efros poco antes de ser descubiertas en la naturaleza
La aaptamina es un alcaloide prototípico de varios alcaloides naftiridínicos de esponjas marinas. Su aislamiento e identificación fueron realizados por Nakamura y colaboradores, colectada de las costas de Okinawa. 5 años más tarde se aislaron otros derivados polidesmetilados de las aaptaminas.

## Propiedades físicas
La aaptamina es un sólido cristalino verde (metanol/acetona). Es soluble en metanol y cloroformo. UV: [neutral]λmax215 (ε13700) ;236 (ε14700) ;255 (ε17900) ;309 (ε3640) ;350 (ε3750) ;380 (ε5000) ;394 (ε4570) ( H2O) [neutral]λmax220 (ε8900) ;239 (ε11750) ;257 (ε13200) ;274 (ε9700) ;312 (ε3160) ;354 (ε3300) ;384 (ε5620) ( MeOH)

## Biosíntesis
De acuerdo a la hipótesis de Claridge, el esqueleto de la aaptamina se puede derivar de la S-3(3,4-dihidroxifenil)alanina(L-DOPA) y un equivalente biosintético del aldehído de la β-alanina, con los cuales se lleva a cabo la reacción de Mannich (en una reacción tipo Pictet-Spengler) para formar el equivalente de tetrahidroisoquinolina y con heterociclización sobre el anillo de benceno de la quinolina. Posteriormente se lleva a cabo una descarboxilación y deshidrogenación para producir la 8,9-bisdesmetilaaptamina. Este compuesto, por metilaciones posteriores produce la aaptamina.

## Síntesis
Sakamoto y colaboradores sintetizaron la aaptaminaa partir de 6-bromo-3,4-dimetoxi-2-nitrobenzaldehído del siguiente esquema sintético:
a)Formación del grupo ciano a partir del grupo aldehído.
b)Acoplamiento con acetiluro de trimetilsililo por acción de catalizadores de paladio.
c)Eliminación del grupo trimetilsililo por acción de metóxido de sodio con posterior formación del acetal dimetílico.
d)Oxigenación del grupo cianuro.
e)Heterociclización para formar la 1-quinolona.
f)Reemplazo del grupo ceto por un grupo clorovinilo.
g)Segundo acoplamiento con acetiluro de trimetilsililo por acción de catalizadores de paladio.
h)Eliminación del grupo trimetilsililo por acción de metóxido de sodio con posterior formación del acetal dimetílico.
i)Reducción del grupo nitro.
j)Formación del segundo heterociclo de la naftiridina con catálisis ácida.

## Actividad biológica
Es bloqueador de los adrenoreceptores α. Aoki y colaboradores reportaron actividad antineoplásica sobre células humanas de osteosarcoma MG63.